# 在日カタール人
在日カタール人（ざいにちカタールじん、アラビア語: قطريون في اليابان）は、日本に一定期間在住するカタール国籍の人々である。

## 統計
日本の法務省の在留外国人統計によると、2018年6月末時点で在日カタール人は26人である。
在留資格別（2位まで）
| 順位 | 在留資格 | 人数 |
| ---- | -------- | ---- |
| 1    | 留学     | 17   |
| 2    | 家族滞在 | 5    |

都道府県別（2位まで）
| 順位 | 都道府県 | 人数 |
| ---- | -------- | ---- |
| 1    | 神奈川   | 13   |
| 2    | 東京     | 12   |